# Günter Bechly

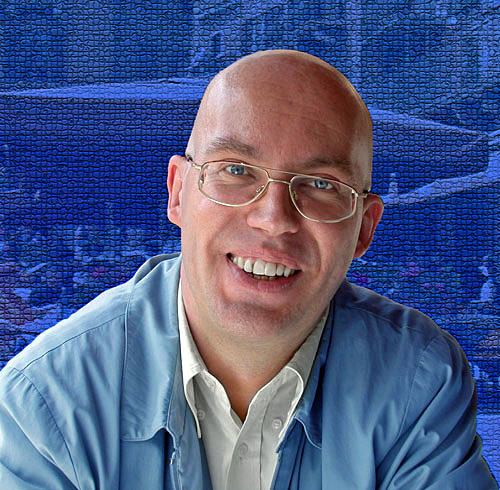
Günter Bechly (2004)

Günter Bechly (* 16. Oktober 1963 in Sindelfingen; † 6. Januar 2025 in Österreich) war ein deutscher Paläontologe und Entomologe, der mit fossilen Insekten (insbesondere Libellen) arbeitete und über 165 Erstbeschreibungen erstellte. Er war von 1999 bis 2016 wissenschaftlicher Kurator am Staatlichen Museum für Naturkunde Stuttgart.

## Leben
Bechly studierte von 1987 bis 1991 Biologie an der Universität Hohenheim und von 1991 bis 1994 Zoologie, Parasitologie und Paläontologie an der Universität Tübingen. Er diplomierte 1994 bei Gerhard Mickoleit über die Morphologie der Libellenflügel und wurde 1999 bei Wolf-Ernst Reif mit summa cum laude über die Stammesgeschichte der Libellen promoviert. Nach knapp einjährigem wissenschaftlichem Volontariat nahm er 1999 seine Tätigkeit als Kurator für Bernstein und fossile Insekten am Staatlichen Museum für Naturkunde in Stuttgart auf, die er im Dezember 2016 beendete. Forschungsaufenthalte führten ihn u. a. an das Museum of Comparative Zoology und zahlreiche weitere Naturkundemuseen in aller Welt.
Bechly war verheiratet und hatte zwei Söhne. Er lebte mit seiner Familie in Echsenbach. Am 6. Januar 2025 kam er bei einem Autounfall ums Leben.

## Werk
Bechlys Arbeitsschwerpunkte lagen bei fossilen Libellen aus allen Erdzeitaltern, der Evolution und Stammesgeschichte von Libellen und anderen frühen Fluginsekten, den fossilen Insekten aus dem Oberjura von Deutschland (Solnhofener Plattenkalke) und der Unterkreide von Brasilien (Crato-Plattenkalke) sowie diversen Bernsteininklusen. Bechly beschrieb  (Stand 2016) 167 neue Arten, darunter Lebanoraphidia nana und die zugehörige Gattung. Internationale Beachtung fand die Beschreibung der neuen fossilen Insektenordnung der Chimärenflügler im Jahre 2011, die auch neue Hinweise zur Evolution der Insektenflügel lieferte.
2016 führte er mit Kollegen eine neue heute ausgestorbene Insektenordnung Permopsocida ein. Bechly und André Nel fanden Ende 2013 in der Bernsteinsammlung des Naturkundemuseums Stuttgart ein Exemplar (Psocorrhyncha burmitica) aus Burma (mittlere Kreide, rund 100 Millionen Jahre alt) und ein Mitarbeiter von Nel fand etwa gleichzeitig ein weiteres Exemplar der Ordnung in einer chinesischen Bernsteinsammlung. Sie gehörten zu den frühen Blütenbestäubern in der Kreidezeit, ernährten sich von Pollen, haben den Status eines missing link und sind mit heutigen Schnabelkerfen und Fransenflüglern verwandt. Die Ordnung war relativ artenarm, bestand mindestens 185 Millionen Jahre und starb Ende der Kreidezeit vor 65 Millionen Jahren aus. Bisher sind ältere Fossilien nur aus sehr viel früherer Zeit bekannt als die neuen Funde. Die Funde lieferten auch Hinweise auf die Evolution des Saugrüssels der Schnabelkerfen aus ursprünglich zum Kauen verwendeten Mundwerkzeugen.
Als Projektleiter organisierte Bechly im Jahre 2009 die Sonderausstellung „Der Fluss des Lebens – 150 Jahre Evolutionstheorie“ im Schloss Rosenstein, die mit mehr als 90.000 Besuchern eine der größten Veranstaltungen zum Darwinjahr 2009 in Deutschland war. Die Konzeption zu dieser Ausstellung war einer der Gewinner des Ideenwettbewerbs „Evolution heute“ der VolkswagenStiftung im Jahre 2008.
Fernsehauftritte hatte er als Studiogast bei Planet Wissen und Sky Magazin sowie in diversen Interviews beim ZDF-Mittagsmagazin, Landesschau KulTour (SWR), nano (ZDF/3sat), sowie L-TV- und Regio-TV-Nachrichten.

## Unterstützung für Intelligent Design
Bechly bezeichnete seine Überzeugungen als axiarchischen Neuplatonismus und pythagoreischen Idealismus. Er war Katholik und glaubte, dass eine höhere Kraft alle möglichen besseren Welten erschafft. Er betrachtete diese Welt als eine Simulation innerhalb eines universellen Bewusstseins. Bechly war überzeugter Anhänger von Richard Dawkins und kritisierte den Darwinismus. Später lehnte er den Naturalismus und Materialismus ab und vertrat hinsichtlich biologischer Ursprünge mit erheblichen Zweifeln an der Evolutionstheorie die Intelligent-Design-Auffassung. Nach eigener Aussage bewegten ihn rein wissenschaftliche Gründe zu diesem Schritt. Bechly wies jedoch ausdrücklich darauf hin, diese Positionen weder in seiner früheren Tätigkeit als Museumsmitarbeiter noch in seinen paläontologischen Fachpublikationen propagiert zu haben.
Bechly war seit 2016 Senior Fellow des Center for Science and Culture am Discovery Institute in Seattle und seit 2017 auch Senior Scientist (leitender Wissenschaftler) am Biologic Institute in Redmond, einer ebenfalls dem Intelligent Design verpflichteten Einrichtung. Er wirkte bei dem Intelligent-Design-Film Revolutionary (2016) mit.

## Eponymie
Folgende neuen Taxa wurden nach Günter Bechly benannt:
- Bechlyidae Jarzembowski & Nel, 2002 (monotypische Familie der früher für Kleinlibellen gehaltenen Protozygoptera aus dem Oberkarbon im Erdaltertum)
- Bechlya ericrobinsoni Jarzembowski & Nel, 2002 (älteste Kleinlibellenart aus dem Oberkarbon von England)
- Gorgopsidis bechlyi Wunderlich, 2004 (Springspinne aus Baltischem Bernstein).
- Colossocossus bechlyi Menon & Heads, 2005 (Riesenzikade aus der Crato-Formation).
- Protobaetisca bechlyi Staniczek, 2007 (Eintagsfliege aus der Crato-Formation).
- Carventus bechlyi Heiss & Poinar, 2012 (Rindenwanze aus Dominikanischem Bernstein)
- Cretevania bechlyi Jennings, J.T., Krogmann, L. & Mew, S.L., 2013 (Wespe aus Burmesischem Bernstein)

## Veröffentlichungen (Auswahl)
- Morphologische Untersuchungen am Flügelgeäder der rezenten Libellen und deren Stammgruppenvertreter (Insecta; Pterygota; Odonata) unter besonderer Berücksichtigung der Phylogenetischen Systematik und des Grundplanes der Odonata (= Petalura. spec. vol. 2). 1996, OCLC 180464255.
- Evolution and systematics. In: M. Hutchins, A. V. Evans, R. W. Garrison, N. Schlager (Hrsg.): Grzimek’s Animal Life Encyclopedia. 2. Auflage. Band 3: Insects. Gale Group, Farmington Hills, MI 2004, S. 7–16.
- Additions to the fossil dragonfly fauna of the Lower Cretaceous Crato Formation of Brazil (Insecta: Odonata). In: Palaeodiversity. Band 3, (Supplement Contributions to the Willi-Hennig-Symposium on Phylogenetics and Evolution, University of Hohenheim, 29 September – 2 October 2009). 2010, S. 11–77.
- mit C. Brauckmann, W. Zessin und E. Gröning: New results concerning the morphology of the most ancient dragonflies (Insecta: Odonatoptera) from the Namurian of Hagen-Vorhalle (Germany). In: J. zool. Syst. evol. Res. Band 39, 2001, S. 209–226.
- mit F. Haas, W. Schawaller, H. Schmalfuss und U. Schmid: Ur-Geziefer - Die faszinierende Evolution der Insekten (= Stuttgarter Beitr. Naturk. Ser. C. Band 49). 2001, DNB 964675013.
- mit A. Nel, X. Martínez-Delclòs, E. A. Jarzembowski, R. Coram, D. Martill, G. Fleck, F. Escuillié, M. M. Wisshak und M. Maisch: A revision and phylogenetic study of Mesozoic Aeshnoptera, with description of several new families, genera and species (Insecta: Odonata: Anisoptera) (= Neue paläontologische Abhandlungen. Band 4). 2001, ISBN 3-931689-07-7.
- mit W. Wichard: Damselfly and dragonfly nymphs in Eocene Baltic amber (Insecta: Odonata), with aspects of their palaeobiology. In: Palaeodiversity. Band 1, 2008, S. 37–74.
- mit G. Fleck, X. Martínez-Delclòs, E. A. Jarzembowski, R. Coram und A. Nel: Phylogeny and classification of the Stenophlebioptera (Odonata: Epiproctophora). In: Annales de la Société Entomologique de France. Neue Folge, Band 39, Nr. 1, 2003, S. 55–93.
- mit G. Fleck, X. Martínez-Delclòs, E. Jarzembowski und A. Nel: A revision of the Upper Jurassic-Lower Cretaceous dragonfly family Tarsophlebiidae, with a discussion on the phylogenetic positions of the Tarsophlebiidae and Sieblosiidae (Insecta, Odonatoptera, Panodonata). In: Geodiversitas. Band 26, Nr. 1, 2004, S. 33–60.
- mit A. Huguet, A. Nel, X. Martínez-Delclòs und R. Martins-Neto: Preliminary phylogenetic analysis of the Protanisoptera (Insecta: Odonatoptera) [Essai d’analyse phylogénétique des Protanisoptera (Insecta: Odonatoptera)]. In: Geobios. Band 35, 2002, S. 537–560.
- mit E. A. Jarzembowski, X. Martínez-Delclòs, A. Nel, R. Coram und F. Escuillé: The Mesozoic non-calopterygoid Zygoptera: descriptions of new genera and species from the Lower Cretaceous of England and Brazil and their phylogenetic significance (Odonata, Zygoptera, Coenagrionoidea, Hemiphlebioidea, Lestoidea). In: Cretaceous Research. Band 19, 1998, S. 403–444.
- als Hrsg. mit D. M. Martill und R. F. Loveridge: The Crato Fossil Beds of Brazil: Window into an Ancient World. Cambridge University Press, Cambridge, UK 2007, ISBN 978-0-521-85867-0. (darin von Bechly die Einleitung mit Martill und viele der Insektenartikel, darunter die Einleitung zu den Insektenartikeln und die Artikel Odonata, Isoptera, Blattaria, Chresmododea, Mecoptera, Trichoptera und Lepidoptera).
- mit A. Nel, E. Jarzembowski und X. Martínez-Delclòs: A revision of the fossil petalurid dragonflies (Insecta: Odonata: Anisoptera: Petalurida) (= Paleontologia Lombarda. Neue Folge, Band 10). 1998, OCLC 39953723.
- mit A. Nel, J. Prokop, O. Béthoux und G. Fleck: Systematics and evolution of Palaeozoic and Mesozoic damselfly-like Odonatoptera of the „protozygopteran“ grade. In: Journal of Paleontology. Band 86, Nr. 1, 2012, S. 81–104.
- mit M. Olmi: New parasitic wasps from Baltic amber (Insecta: Hymenoptera: Dryinidae) (= Stuttgarter Beitr. Naturk. Ser. B. Band 306). 2001, OCLC 174765897.
- als Hrsg. mit U. Schmid: Evolution - Der Fluss des Lebens (= Stuttgarter Beitr. Naturk. Ser. C. Band 66/67). 2009, DNB 994306601.
- mit A. Staniczek und R. J. Godunko: Coxoplectoptera, a new fossil order of Palaeoptera (Arthropoda: Insecta), with comments on the phylogeny of the stem group of mayflies (Ephemeroptera). In: Insects Systematics & Evolution. Band 42, Nr. 2, 2011, S. 101–138.
- mit Diying Huang, Chenyang Cai und André Nel: A new dragonfly family from the mid Cretaceous Burmese amber (Odonata: Aeshnoptera: Burmaeshnidae). In: Cretaceous Research. Band 78, 2017, S. 8–12. (Abstract).